# 33 Brygada Pancerna (Bundeswehra)
33 Brygada Pancerna „Celle” (niem. Panzerbrigade 33) – pancerny związek taktyczny Bundeswehry.
W okresie zimnej wojny Brygada wchodziła w skład 11 Dywizji Zmechanizowanej i przewidziana była do działań w pasie Północnej Grupy Armii.

## Struktura organizacyjna
| Organizacja PzBrig 33 w 1989 | Organizacja PzBrig 33 w 1989        | Organizacja PzBrig 33 w 1989 |
| Godło                        | Pododdział                          | Miejsce stacjonowania        |
| ---------------------------- | ----------------------------------- | ---------------------------- |
|                              | dowództwo brygady                   | Celle                        |
|                              | 331 batalion pancerny               | Celle                        |
|                              | 332 batalion grenadierów pancernych | Wesendorf                    |
|                              | 333 batalion pancerny               | Celle-Scheuen                |
|                              | 334 batalion pancerny               | Celle-Scheuen                |
|                              | 335 batalion artylerii              | Dedelstorf                   |